# Национальный оркестр Страны Луары
Национальный оркестр Страны Луары (фр. Orchestre national des Pays de la Loire) — французский симфонический оркестр, базирующийся в регионе Страна Луары. Был образован в 1971 г. как Филармонический оркестр Страны Луары (Национальным называется с 1996 г.) путём слияния оркестра Нантской оперы и оркестра Анжерского Общества общедоступных концертов (фр. Société des Concerts Populaires d'Angers); в результате домашними городами оркестра считаются одновременно Нант и Анже.
В первые два десятилетия существования оркестра в нём делалась ставка на французскую музыку в лице таких композиторов, как Венсан д'Энди, Анри Рабо, Габриэль Пьерне. В 1990-е гг. третий по счёту дирижёр оркестра Юбер Судан начал уделять больше внимания венским классикам.
В 2001 году оркестр удостоен премии «Виктуар де ля мюзик» в особой почётной номинации.

## Музыкальные руководители
- Пьер Дерво (1971—1975)
- Марк Сустро (1976—1994)
- Юбер Судан (1994—2004)
- Исаак Карабчевский (с 2004 г.)